# USS Gregory (DD-82)
USS Gregory (DD-82/APD-3) là một tàu khu trục lớp Wickes của Hải quân Hoa Kỳ trong giai đoạn Chiến tranh Thế giới thứ nhất, và được cho tái hoạt động như một tàu vận chuyển cao tốc với ký hiệu lườn APD-3 trong Chiến tranh Thế giới thứ hai cho đến khi bị đánh chìm vào ngày 5 tháng 9 năm 1942. Nó là chiếc tàu chiến đầu tiên của Hải quân Hoa Kỳ được đặt tên theo Chuẩn đô đốc Francis Gregory (1780–1866).

## Thiết kế và chế tạo
Gregory được đặt lườn tại xưởng tàu của hãng Fore River Shipbuilding Company ở Quincy, Massachusetts vào ngày 25 tháng 8 năm 1917, được hạ thủy vào ngày 27 tháng 1 năm 1918; được đỡ đầu bởi Bà George S. Trevor, chắt của Đô đốc Gregory, và được đưa ra hoạt động vào ngày 1 tháng 6 năm 1918 dưới quyền chỉ huy của hạm trưởng, Trung tá Hải quân Arthur P. Fairfield.

## Lịch sử hoạt động

### Thế Chiến I
Gia nhập một đoàn tàu vận tải tại New York, Gregory lên đường đi Brest, Pháp ngày 25 tháng 6 năm 1918. Nó trải qua mùa Hè cuối cùng của chiến tranh hộ tống các đoàn tàu vận tải từ các cảng của Pháp đến nhiều cảng Đồng Minh. Khi chiến tranh sắp kết thúc, Gregory được phân về hải đội tuần tra tại Gibraltar vào ngày 2 tháng 11 năm 1918. Ngoài nhiệm vụ tuần tra tại Đại Tây Dương và Địa Trung Hải, Gregory còn vận chuyển hành khách và tiếp liệu đến khu vực biển Adriatic và hỗ trợ việc thực thi các điều khoản Hiệp ước Đình chiến với Đức. Sau sáu tháng làm nhiệm vụ này, chiếc tàu khu trục gia nhập lực lượng hải quân tham gia các hoạt động cứu trợ tại khu vực Tây Địa Trung Hải vào ngày 28 tháng 4 năm 1919. Cùng với thiết giáp hạm Arizona, Gregory vận chuyển hàng tiếp liệu và hành khách đến Smyrna, Constantinople và Batum. Nó lên đường cùng với vị Lãnh sự Hoa Kỳ tại Tiflis, Nga cùng một số sĩ quan quân đội Anh, và sau khi đưa các vị khách lên bờ tại Gibraltar; Gregory khởi hành đi New York, về đến Hoa Kỳ ngày 13 tháng 6 năm 1919.
Sau các đợt phục vụ ngắn trong thành phần dự bị tại Tompkinsville, New York, Xưởng hải quân Brooklyn và Xưởng hải quân Philadelphia; Gregory lên đường đi Charleston, South Carolina ngày 4 tháng 1 năm 1921. Sau một năm hoạt động huấn luyện tại chỗ ngoài khơi các cảng phía Nam kết thúc vào ngày 12 tháng 4 năm 1922, Gregory quay về Xưởng hải quân Philadelphia, nơi nó xuất biên chế ngày 7 tháng 7 năm 1922 và được đưa về lực lượng dự bị.

### Thế Chiến II
Khi chiến tranh nổ ra tại Châu Âu với nguy cơ lan rộng đến Hoa Kỳ, Gregory cùng ba tàu khu trục bốn ống khói khác được cho thoát ra khỏi tình trạng bỏ không để cải biến thành tàu vận chuyển cao tốc. Những chiếc khu trục được tháo dỡ hầu hết vũ khí, dành chỗ cho những chiếc xuồng đổ bộ, đồng thời cũng có những cải biến quan trọng khác nhằm phục vụ cho việc vận chuyển binh lính và tiếp liệu. Gregory nhập biên chế trở lại vào ngày 4 tháng 11 năm 1940 với ký hiệu lườn mới APD-3 và hợp cùng Little, Colhoun và McKean để hình thành nên Đội vận chuyển 12. Không chiếc nào trong số các con tàu dũng cảm này sống sót qua cuộc chiến tranh tại Thái Bình Dương, và tất cả ngoại trừ McKean đều bị mất trong Chiến dịch quần đảo Solomon.
Gregory cùng những chiếc APD chị em tiến hành huấn luyện dọc theo bờ Đông Hoa Kỳ trong năm tiếp theo, hoàn thiện kỹ thuật đổ bộ cùng với các sư đoàn Thủy quân Lục chiến khác nhau. Vào ngày 27 tháng 1 năm 1942, khi chiến tranh đã bùng nổ tại Thái Bình Dương, nó rời Charleston hướng sang Trân Châu Cảng. Các cuộc thực tập tại vùng biển Hawaii giữ chân Đội vận chuyển 12 tại Thái Bình Dương suốt mùa Hè, sau đó chúng quay lại San Diego, California để sửa chữa. Những tàu vận chuyển này lại lên đường hướng ra Thái Bình Dương vào ngày 7 tháng 6, đến Trân Châu Cảng một tuần sau đó nhằm chuẩn bị cho cuộc xâm chiếm Guadalcanal, nỗ lực tấn công đầu tiên của phía Mỹ tại mặt trận Thái Bình Dương.
Rời Nouméa ngày 31 tháng 7 năm 1942, Gregory gia nhập Lực lượng Đặc nhiệm 62 dưới quyền Đô đốc Frank Jack Fletcher và hướng đến Guadalcanal. Sau khi cho đổ bộ lực lượng Thủy quân Lục chiến của nó lên bờ trong đợt tấn công đầu tiên vào ngày 7 tháng 8, Gregory cùng những chiếc APD chị em tiếp tục ở lại khu vực đổ bộ thực hiện nhiều nhiệm vụ khác nhau trong một trận chiến cam go nhất lịch sử. Chúng tuần tra tại vùng biển chung quanh các đảo bị giành giật quyết liệt, nơi bị đặt biệt danh "eo biển đáy sắt", và vận chuyển đạn dược và hàng tiếp liệu từ Espiritu Santo.
Vào ngày4 tháng 9, Gregory và Little đưa một phân đội biệt kích Thủy quân Lục chiến đổ bộ lên đảo Savo do một tin đồn không thể xác nhận là lực lượng đối phương đã chiếm đóng nơi đó. Binh lính được đưa quay trở về Lunga Point, Guadalcanal. Đêm hôm đó trời tối một cách đặc biệt, nên chỉ huy Đội vận chuyển Hugh W. Hadley quyết định tuần tra ngoài khơi Lunga Point thay vì đi vào cảng Tulagi vốn không thấy rõ bờ. Trong khi chúng di chuyển giữa Guadalcanal và đảo Savo ở vận tốc 10 hải lý trên giờ (19 km/h), các tàu khu trục Nhật Yudachi, Hatsuyuki và Murakumo di chuyển vào eo biển mà không bị phát hiện nhằm thực hiện một chuyến "Tốc hành Tokyo" vận chuyển binh lính tăng viện và hàng tiếp tế đến Guadalcanal. Sau khi hoàn thành việc chuyển giao, chúng chuẩn bị bắn phá sân bay Henderson tại Lunga Point.
Lúc 00 giờ 56 sáng ngày 5 tháng 9, Gregory và Little trông thấy những ánh chớp đạn pháo về phía Đông và tin rằng chúng xuất phát từ một tàu ngầm đối phương, cho đến khi màn hình radar hiển thị bốn mục tiêu nổi; rõ ràng một tàu tuần dương đối phương đã gia nhập cùng ba tàu khu trục. Giây lát sau một thủy phi cơ hải quân PBY Catalina bay bên trên eo biển Savo thả một loạt năm quả pháo sáng để tìm kiếm cái mà họ cũng nghĩ là tàu ngầm đối phương; thay vì vậy, các quả pháo sáng lại thả ngay bên trên những chiếc ADP, hình ảnh chúng nổi bật trên nền trời tối đen, và lập tức bị các tàu đối phương phát hiện. Các tàu khu trục đối phương nổ súng lúc 01 giờ 00. Mặc dù bị áp đảo về hỏa lực, Gregory vẫn khai hỏa nhắm vào các tàu khu trục đối phương, nhưng rồi phải chịu đựng các loạt đạn pháo bắn trúng, chỉ sau ba phút nó chết đứng giữa biển và bắt đầu chìm. Hai nồi hơi bị nổ tung, và các sàn tàu là một biển lửa. Hạm trưởng của nó, Thiếu tá Hải quân Harry F. Bauer, bản thân bị thương nặng, ra lệnh bỏ tàu, và thủy thủ của Gregory miễn cưỡng rời tàu. Bauer ra lệnh cho hai người tháp tùng đến cứu giúp một đồng đội đang kêu cầu cứu, và sau đó không còn ai thấy ông.
Đến 01 giờ 23 phút, khi tất cả thủy thủ của Gregory và hầu hết thủy thủ của Little đã ở dưới nước, các tàu chiến Nhật lại tiếp tục bắn pháo và dùng súng máy càn quét, không phải nhắm vào các xác tàu hỏng nhưng là nhắm vào những người sống sót vô vọng dưới nước. Chỉ có 11 thành viên thủy thủ đoàn của Gregory sống sót, sáu người trong số đó phải bơi suốt đêm suốt khoảng cách đến Guadalcanal. Gregory chìm đuôi trước lúc khoảng 01 giờ 40 phút; Little chìm trong tư thế thăng bằng hai giờ sau đó.
Tên của Gregory được rút khỏi danh sách Đăng bạ Hải quân ngày 2 tháng 10 năm 1942. Do hành động can đảm và gan dạ, Bauer được truy tặng huân chương Ngôi sao Bạc. Sau này Hải quân Mỹ đặt tên ông cho một tàu khu trục, chiếc Harry F. Bauer, để ghi nhớ hành động dũng cảm của vị chỉ huy này.

## Phần thưởng
Gregory được tặng thưởng hai Ngôi sao Chiến trận cho thành tích hoạt động trong Thế Chiến II.